# Amphiledorus adonis
Espèce
Amphiledorus adonis est une espèce d'araignées aranéomorphes de la famille des Zodariidae.

## Distribution
Cette espèce se rencontre au Portugal en Alentejo et en Algarve et en Espagne en Estrémadure,,.

## Description
Les mâles mesurent de 4,1 à 5,3 mm et la femelle 6,1 mm,.

## Publication originale
- Jocqué, 1987 : Descriptions of new genera and species of African Zodariinae with a revision of the genus Heradida (Araneae, Zodariidae). Revue de zoologie africaine, vol. 101, no 2, p. 143-163.